# Station Kamionka Wielka
Station Kamionka Wielka is een spoorwegstation in de Poolse plaats Kamionka Wielka.